# Grammy Award para Melhor Canção de R&B
O Grammy Award para Best R&B Song é uma das categorias dos Grammy Awards, uma cerimónia estabelecida em 1958 e originalmente denominada como Gramophone Awards, concedido para os autores de obras de qualidade nos álbuns do gênero musical R&B. As várias categorias são apresentadas anualmente pela National Academy of Recording Arts and Sciences dos Estados Unidos em "honra da realização artística, proficiência técnica e excelência global na indústria da gravação, sem levar em conta as vendas de álbuns ou posições nas tabelas musicais".
De acordo com o guia de descrição de categorias do 54º Grammy Awards, o prêmio é reservado para álbuns "contendo pelo menos 51% do tempo total de material inédito de R&B" que também pode vir a "incorporar elementos de produção encontrados no rap". Denominada Best Rhythm and Blues Song de 1969 a 2000, a categoria premia os compositores de cada canção e não os artistas que as performam. Otis Redding e Steve Cropper foram os primeiros vencedores da categoria em 1969 por "(Sittin' on) the Dock of the Bay". Atualmente, Beyoncé é a maior vencedora da categoria (com 4 prêmios), seguida por Babyface, Stevie Wonder, Bill Withers e Alicia Keys (cada um com três vitórias).

## Vencedores e indicados
| Ano  | Canção | Artista(s)                                   | Indicados | Ref.   |
| ---- | --- | -------------------------------------------- | --- | ------ |

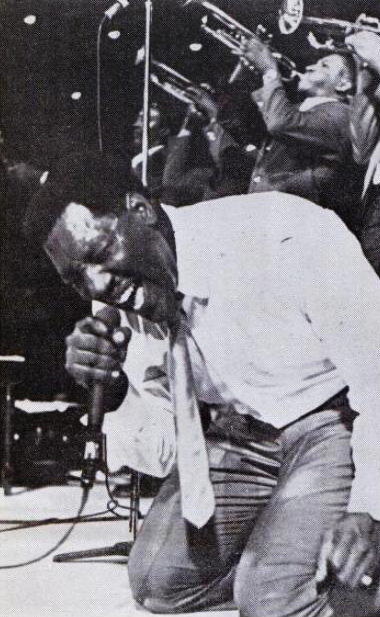
Otis Redding, o primeiro vencedor da categoria em 1969 pela canção "(Sittin' On) the Dock of the Bay".

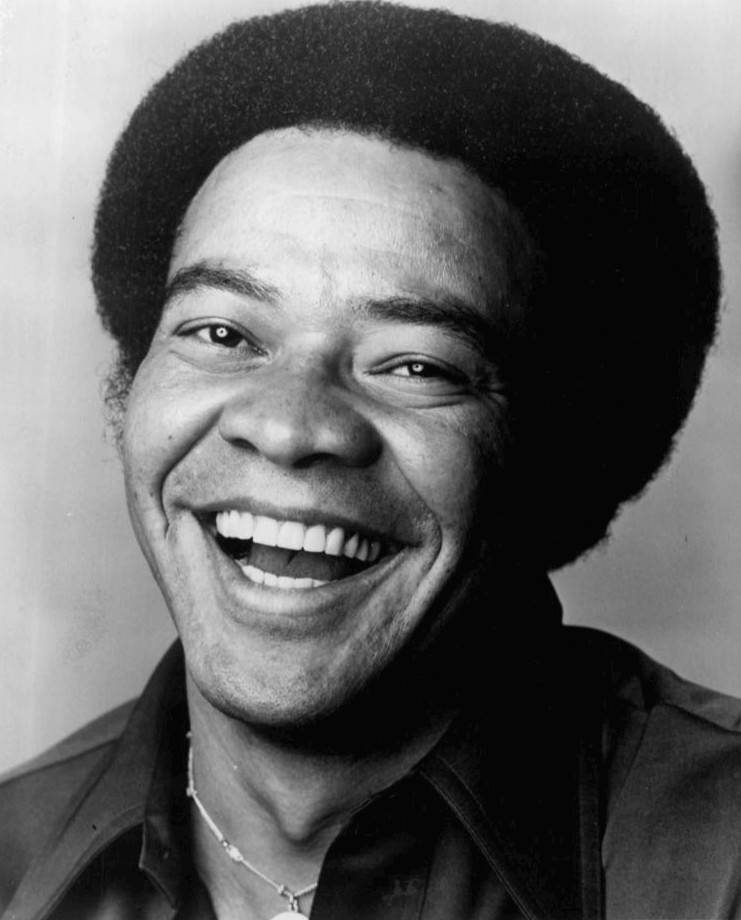
Bill Withers, vencedor em 1972, 1982 e 1988 por "Ain't No Sunshine", "Just the Two of Us" e "Lean on Me", respectivamente.

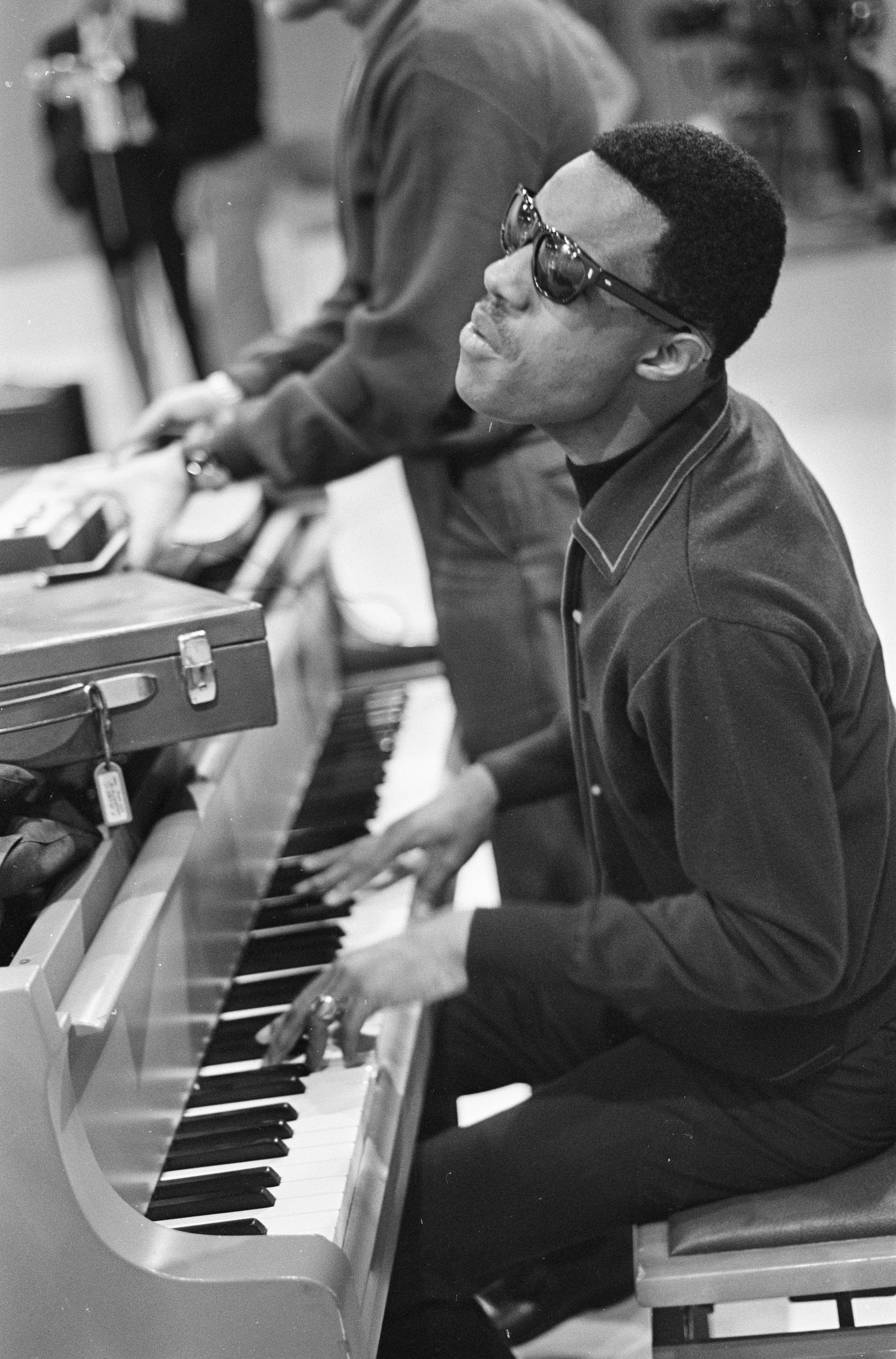
Stevie Wonder possui 8 indicações e 3 vitórias na categoria, a primeira em 1974 pela canção "Superstition".

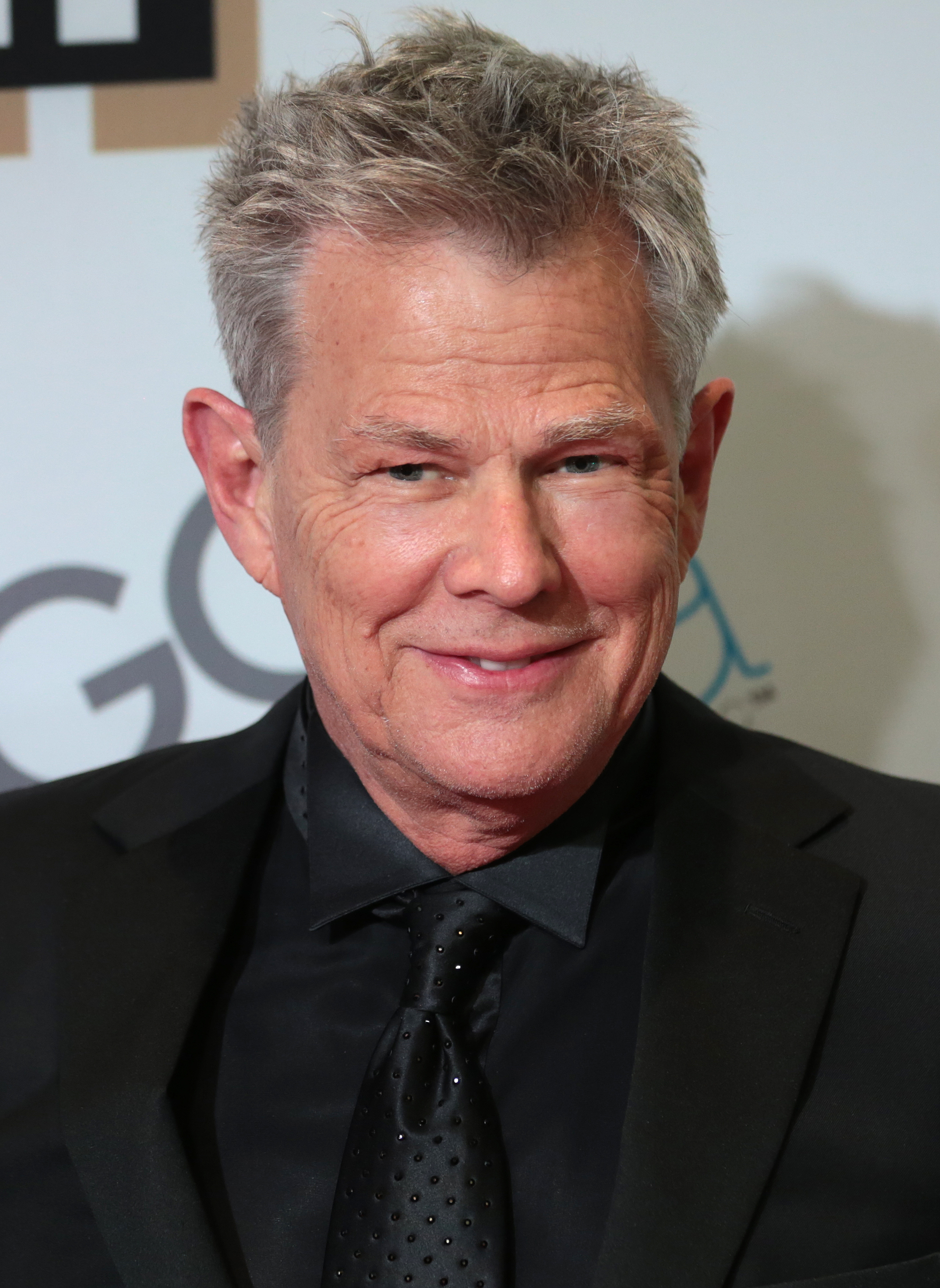
David Foster, vencedor em 1980 por "After the Love Has Gone" e indicado em 1986 e 1993.

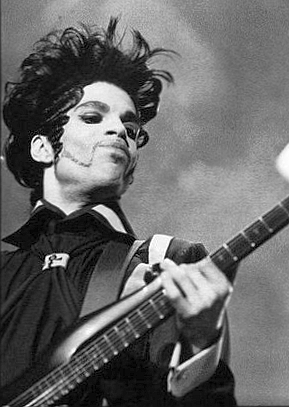
Prince, vencedor em 1985 por "I Feel for You" e indicado em 1987, 1988 e 2005.

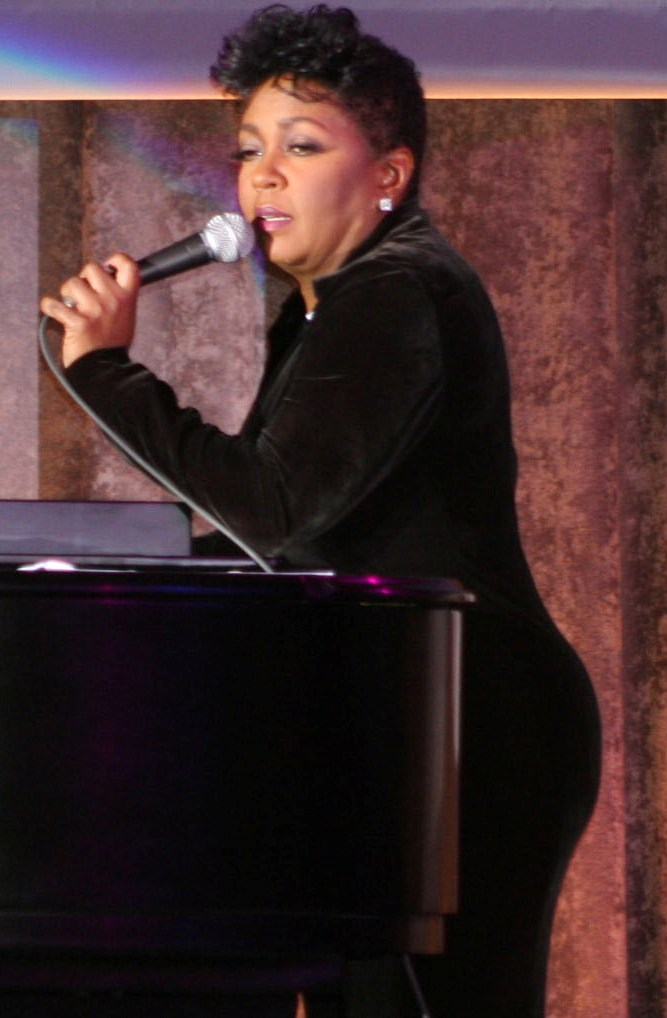
Anita Baker, vencedora em 1987 e 1989 por "Sweet Love" e "Giving You the Best That I Got", respectivamente.

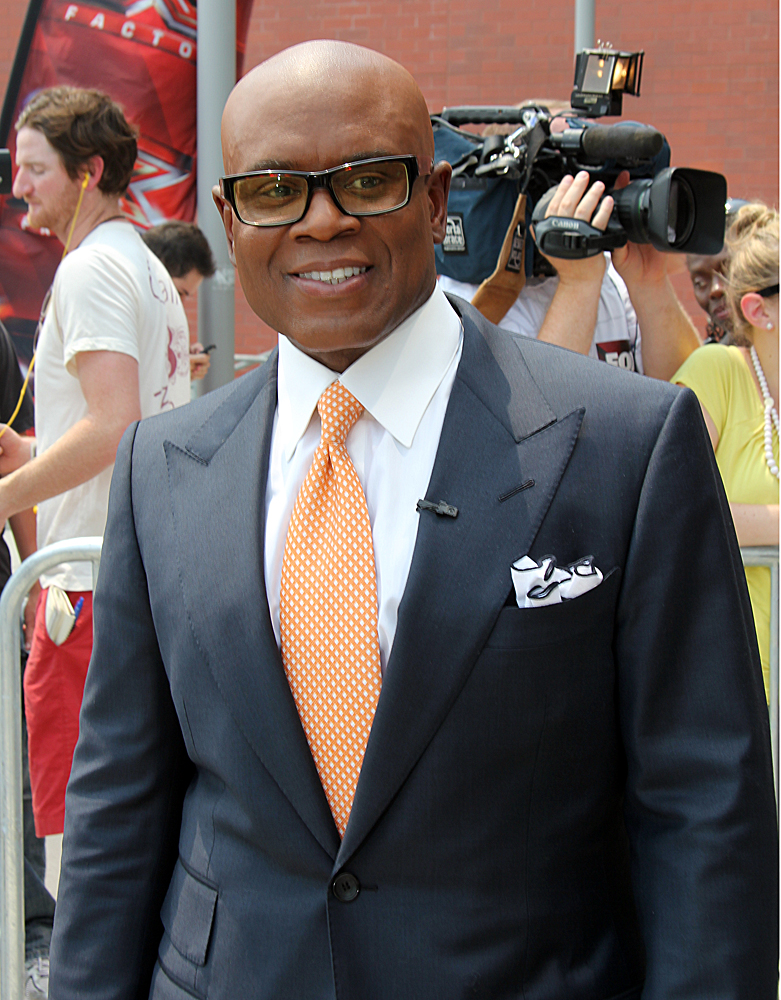
L.A. Reid possui 6 indicações ao prêmio, a primeira em 1989.

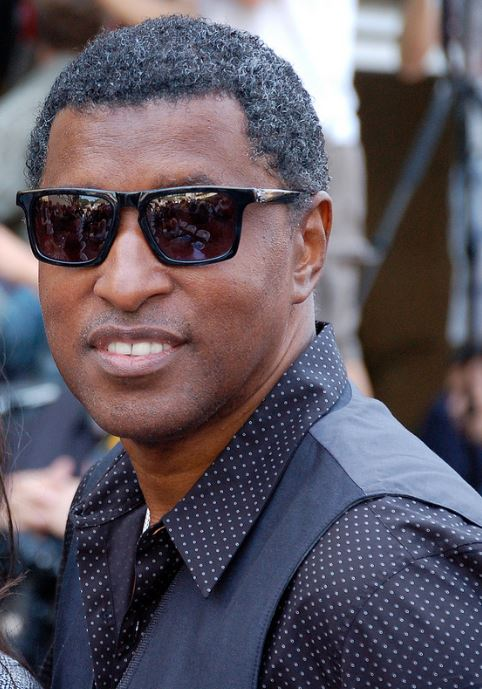
Babyface possui 14 indicações e 3 vitórias na categoria.

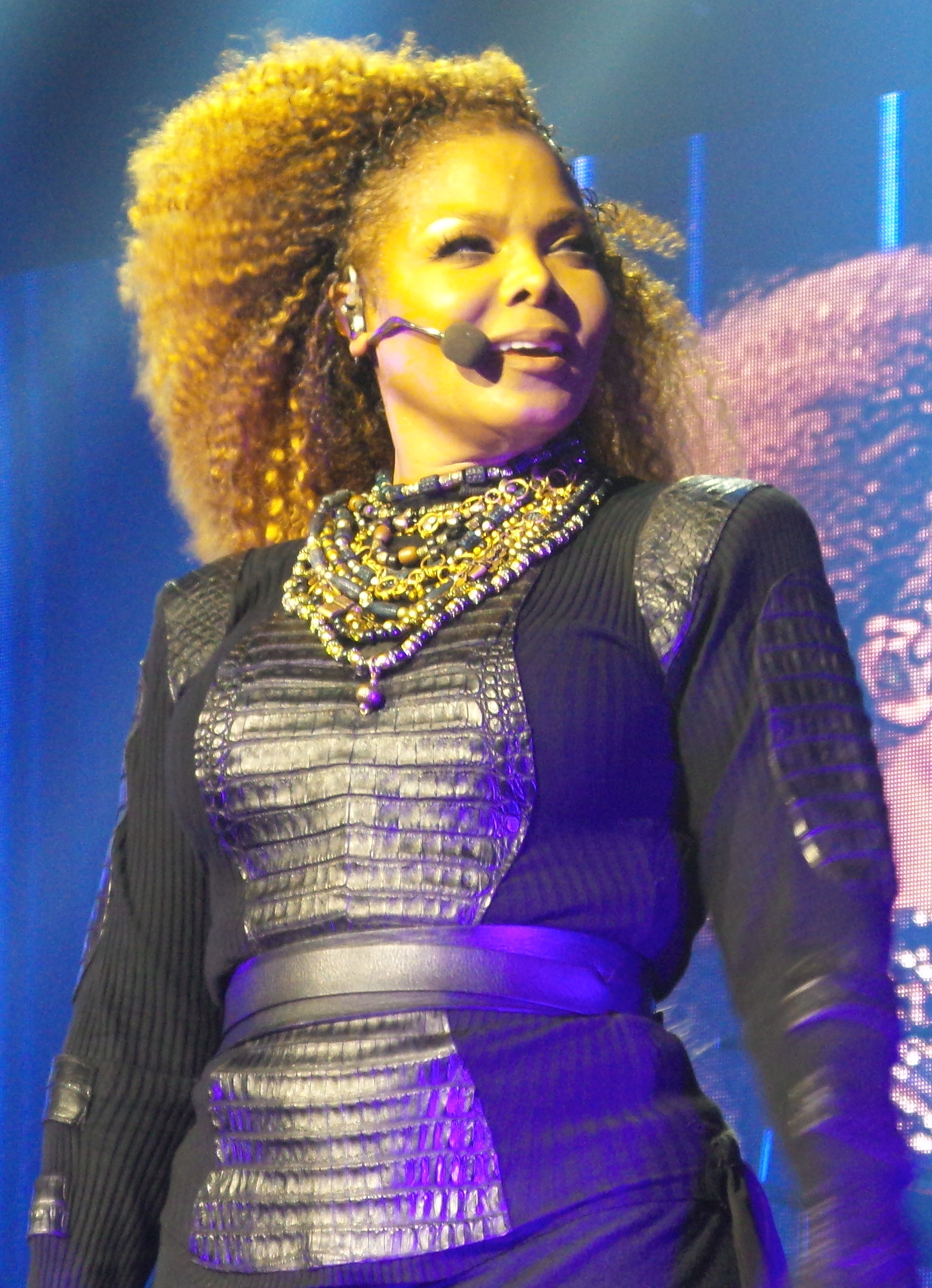
Janet Jackson, vencedora em 1994 por "That's the Way Love Goes".

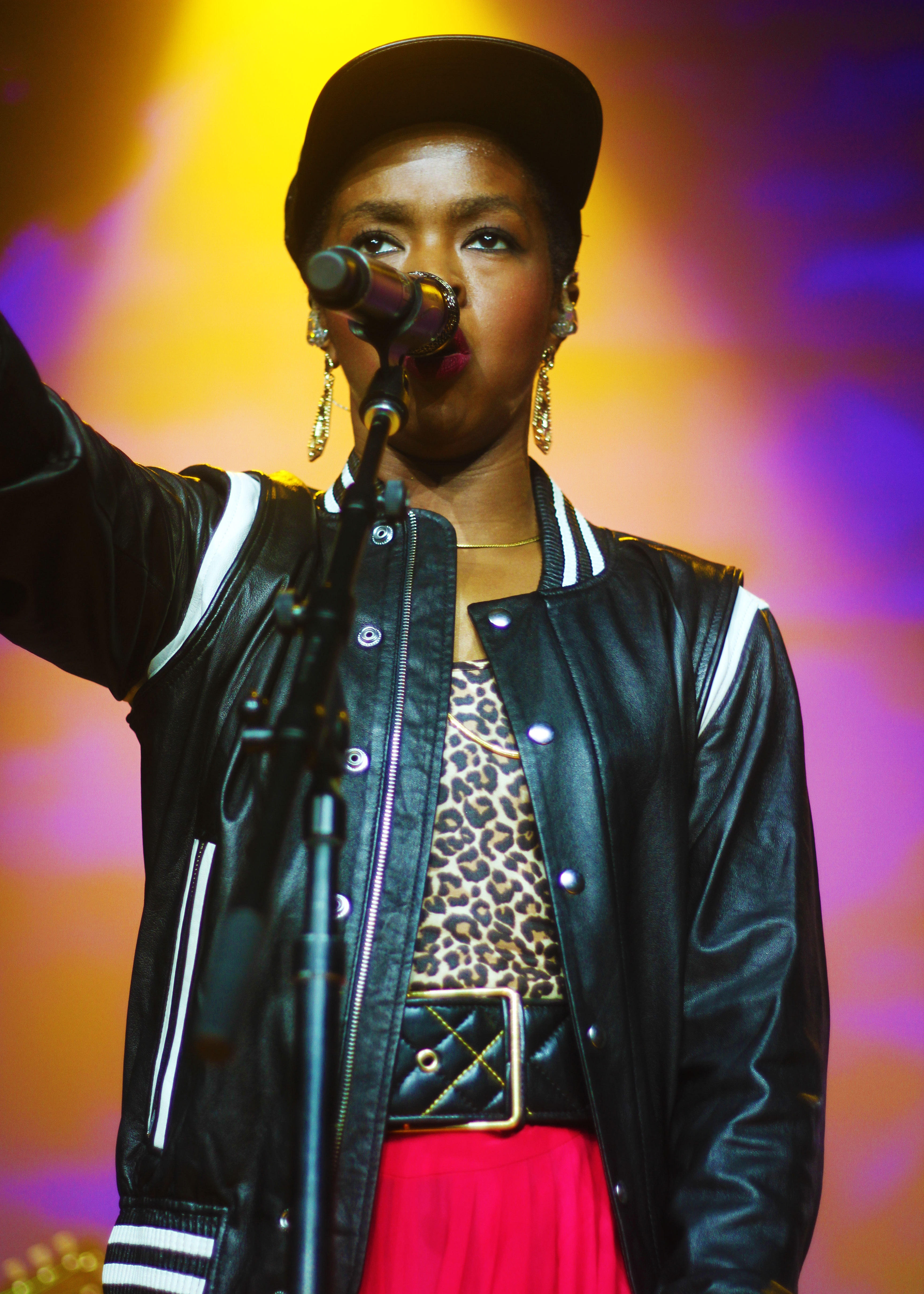
Canções do álbum The Miseducation of Lauryn Hill renderam a Lauryn Hill duas indicações à categoria em 1999.

Beyoncé venceu a categoria em 2001, 2004, 2010 e 2015.

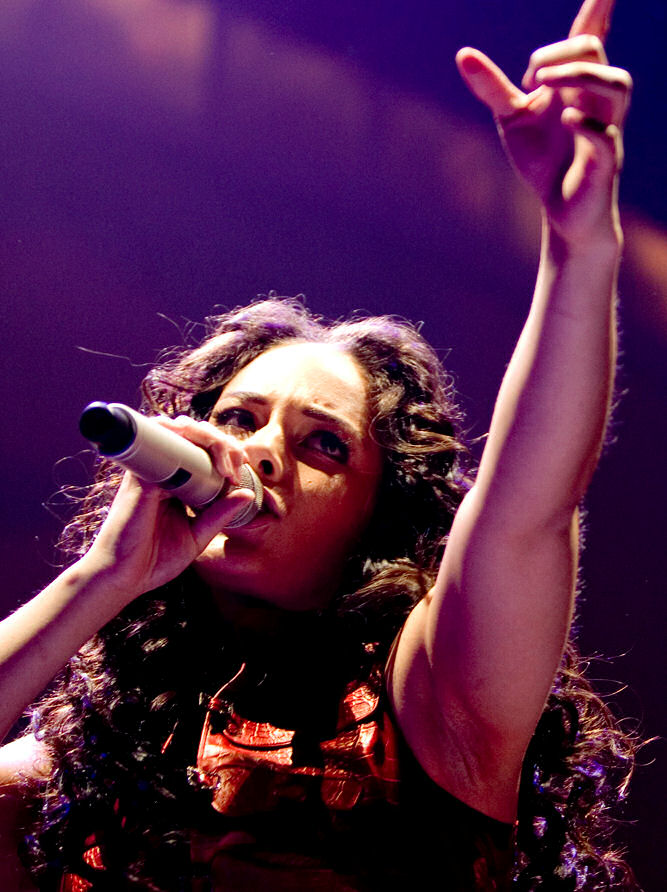
Alicia Keys venceu a categoria em 2002, 2005 e 2008.

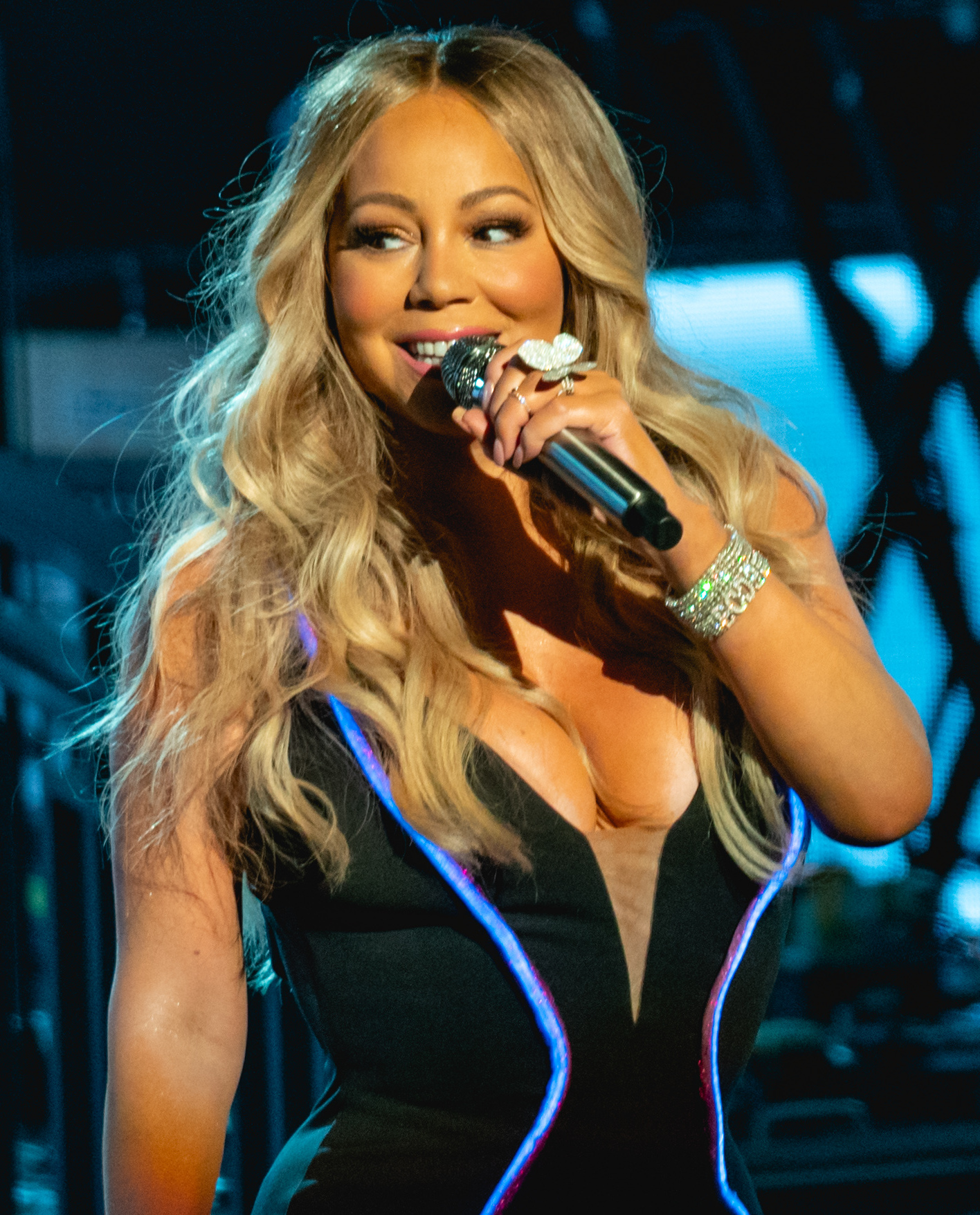
Com a canção "We Belong Together", Mariah Carey venceu a categoria em 2006.

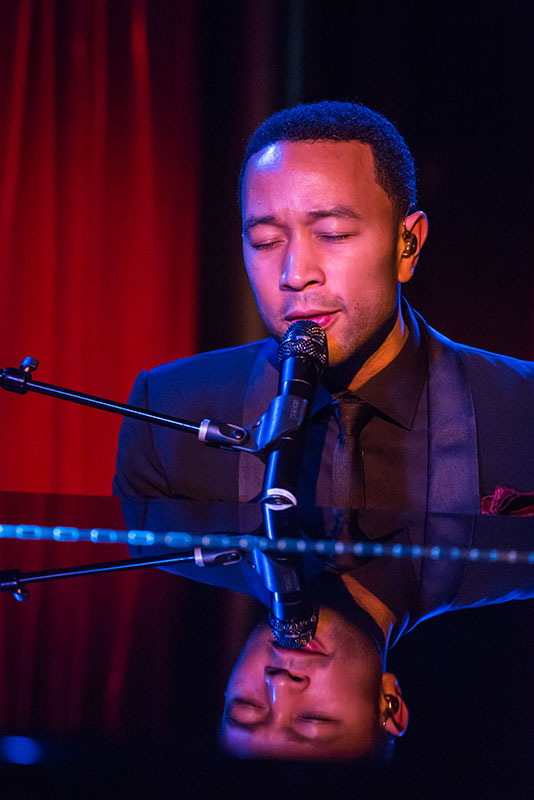
John Legend foi indicado em 2006 e vencedor da categoria em 2011.

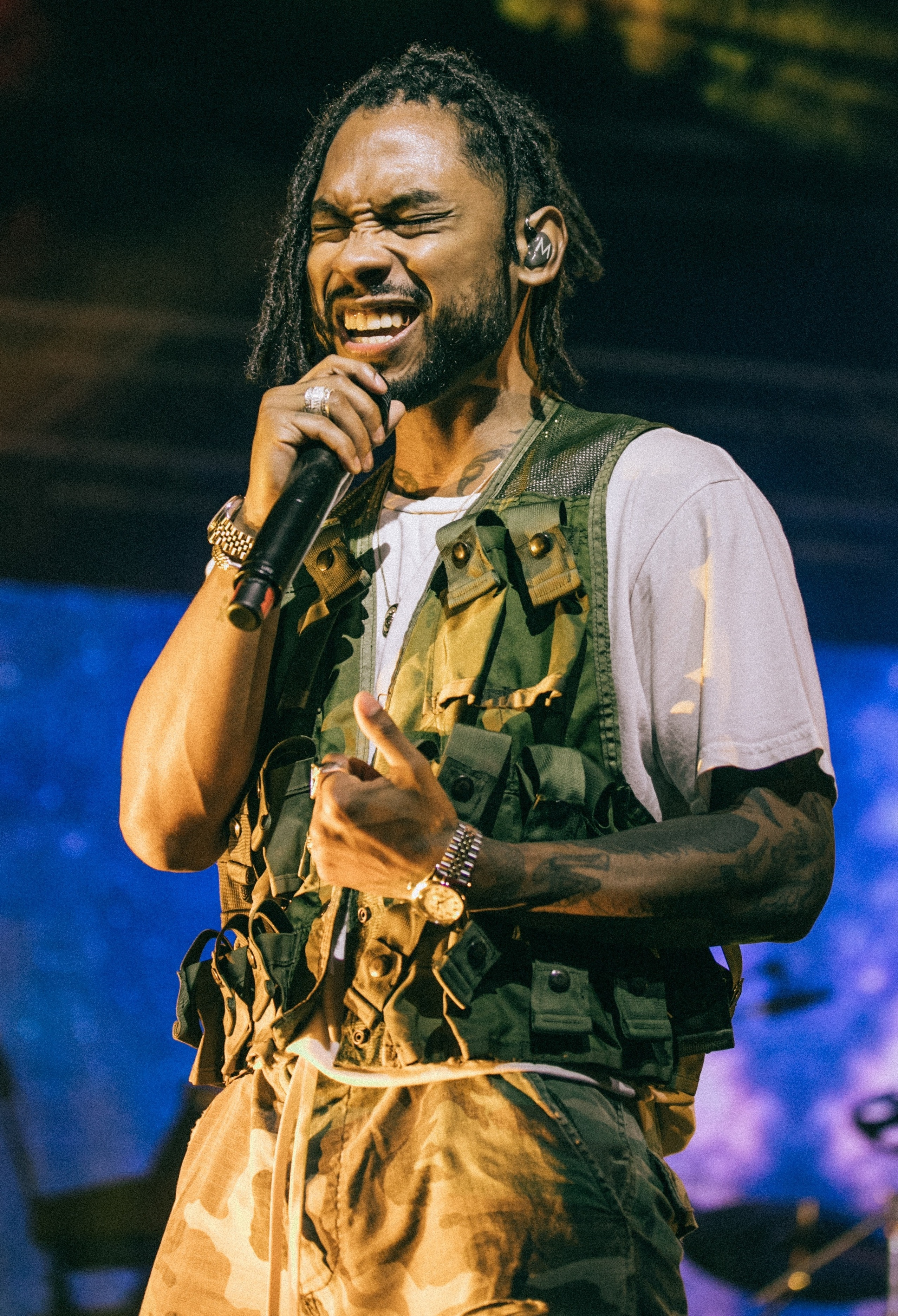
Miguel, vencedor em 2013 e indicado em 2016 e 2019.

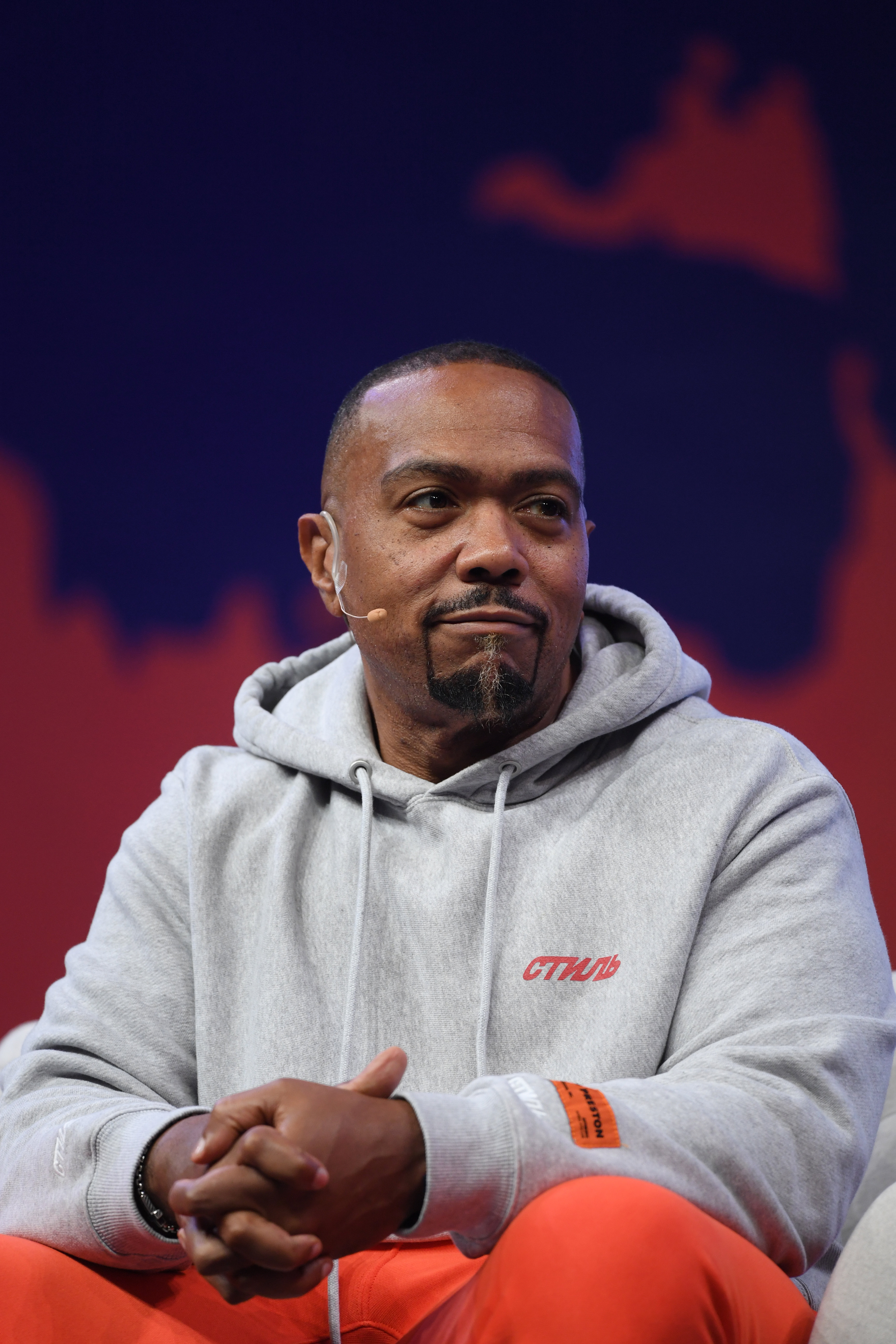
Timbaland, vencedor em 2014 e 2015 por colaborações com Justin Timberlake e Beyoncé, respectivamente.

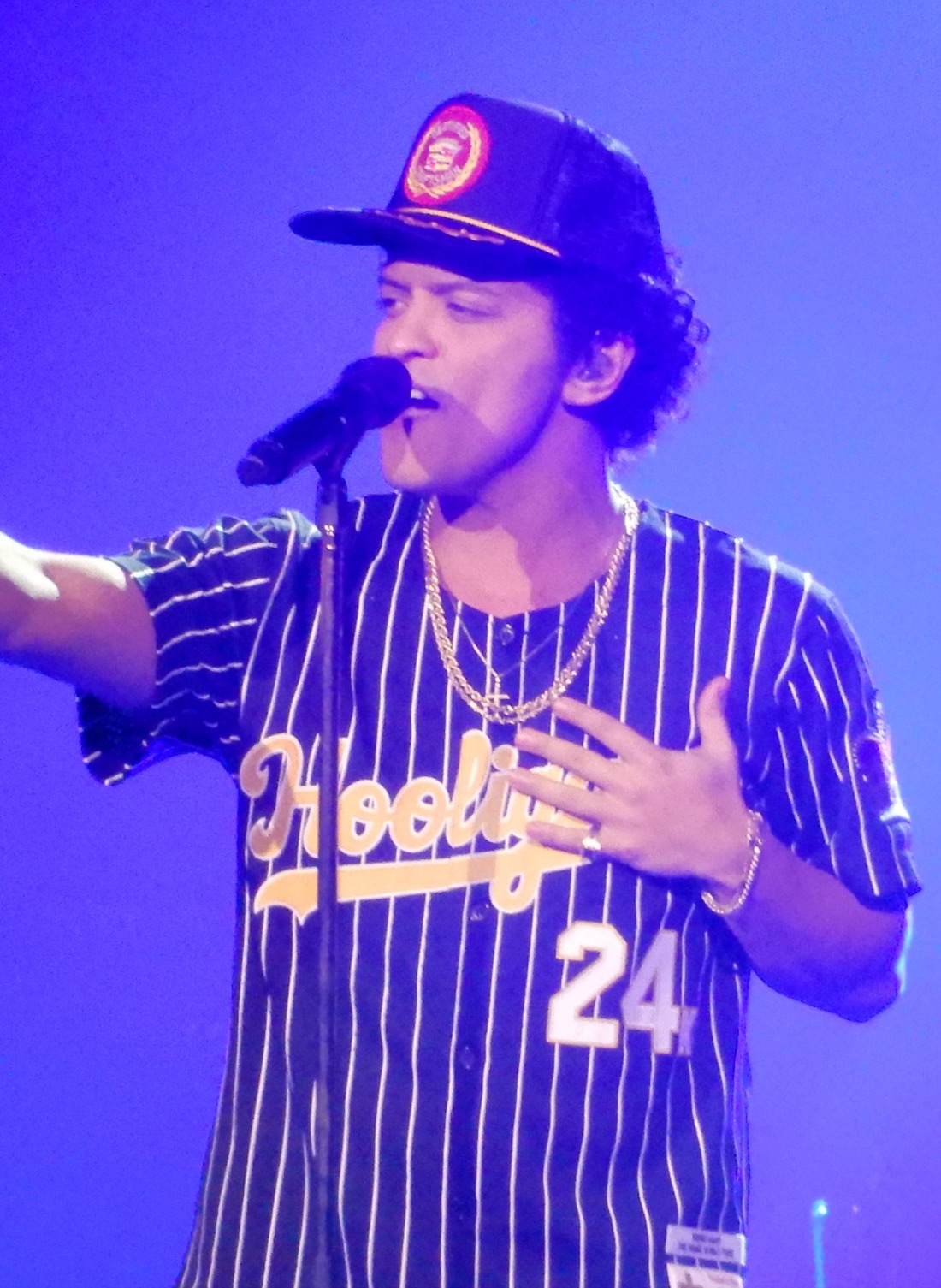
Vencedor em 2018 por "That's What I Like", Bruno Mars venceu novamente em 2022 como parte da dupla Silk Sonic.

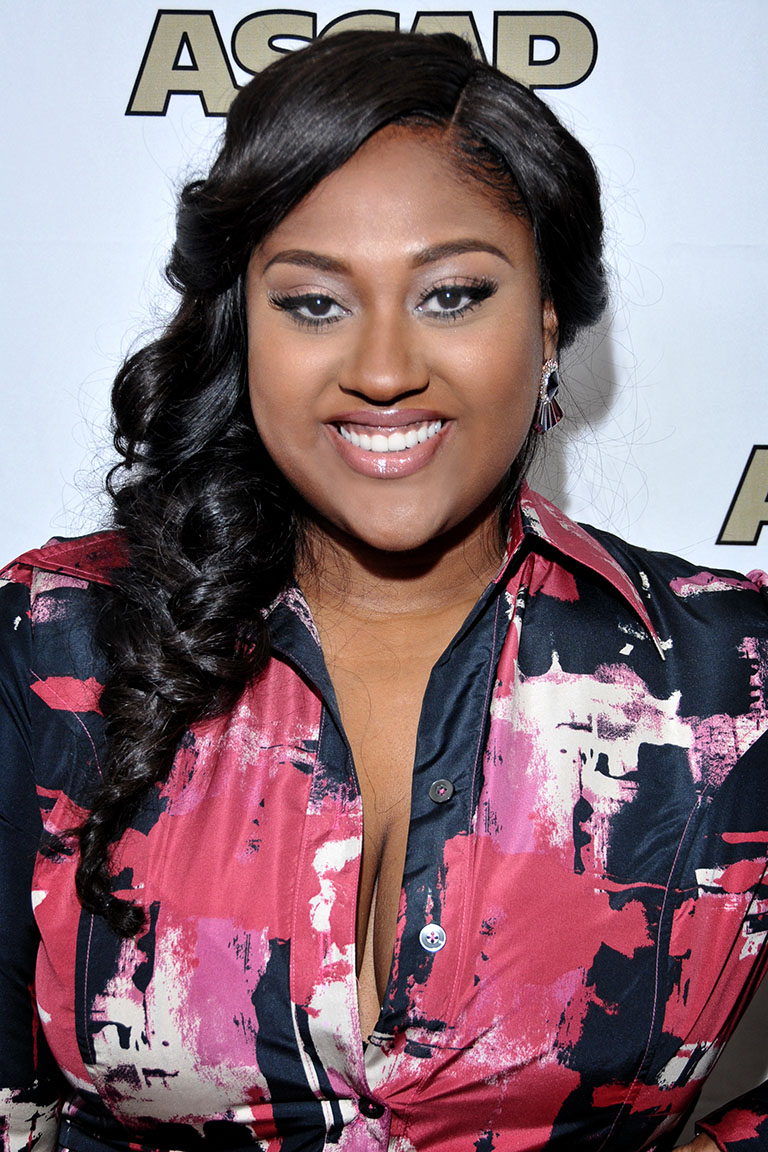
Jazmine Sullivan possui 5 indicações na categoria, sendo a mais recente destas por "Hurt Me So Good" em 2023.

| 1969 | "(Sittin' on) the Dock of the Bay" (Otis Redding e Don Covay)                                                                    | Otis Redding                                 | - "Chain of Fools" - Aretha Franklin - "Pickin' Wild Mountain Berries" - Peggy Scott e Jo Jo Benson - "Who's Making Love" - Johnnie Taylor - "I Wish It Would Rain" - The Temptations                        |        |
| 1970 | "Color Him Father" (Richard Lewis Spencer)                                                                                       | The Winstons                                 | - "I'd Rather Be an Old Man's Sweetheart" - Candi Staton - "Backfield in Motion" - Mel & Tim - "Only the Strong Survive" - Jerry Butler - "It's Your Thing" - The Isley Brothers                             |        |
| 1971 | "Patches" (Ronald Dunbar e General Johnson)                                                                                      | Clarence Carter                              | - "Somebody's Been Sleeping in My Bed" - 100 Proof (Aged in Soul) - "Groovy Situation" - Gene Chandler - "Signed, Sealed, Delivered" - Stevie Wonder - "Didn't I (Blow Your Mind This Time)" - The Delfonics |        |
| 1972 | "Ain't No Sunshine" (Bill Withers)                                                                                               | Bill Withers                                 | - "If I Were Your Woman" - Gladys Knight and the Pips - "Never Can Say Goodbye" - The Jackson 5 - "Mr. Big Stuff" - Jean Knight - "Smiling Faces Sometimes" - The Undisputed Truth                           |        |
| 1973 | "Papa Was a Rollin' Stone" (Barrett Strong e Norman Whitfield)                                                                   | The Temptations                              | - "Freddie's Dead" - Curtis Mayfield - "Me and Mrs. Jones" - Billy Paul - "Back Stabbers" - The O'Jays - "Everybody Plays the Fool" - The Main Ingredient                                                    |        |
| 1974 | "Superstition" (Stevie Wonder)                                                                                                   | Stevie Wonder                                | - "Midnight Train to Georgia" - Gladys Knight and the Pips - "Love Train" - The O'Jays - "Family Affair" - Sly and the Family Stone - "Cisco Kid" - War                                                      |        |
| 1975 | "Living for the City" (Stevie Wonder)                                                                                            | Stevie Wonder                                | - "Dancing Machine" - The Jackson 5 - "Rock Your Baby" - George McCrae - "For the Love of Money" - The O'Jays                                                                                                |        |
| 1976 | "Where Is the Love" 9Harry Wayne Casey, Willie Clarke, Richard Finch e Betty Wright)                                             | Betty Wright                                 | - "Walking in Rhythm" - The Blackbyrds - "Ease on Down the Road" - Consumer Rapport - "Get Down Tonight" - KC & the Sunshine Band - "That's the Way (I Like It)" - KC & the Sunshine Band                    |        |
| 1977 | "Lowdown" (Boz Scaggs e David Paich)                                                                                             | Boz Scaggs                                   | - "Misty Blue" - Dorothy Moore - "(Shake, Shake, Shake) Shake Your Booty" - KC & the Sunshine Band - "Disco Lady" - Johnnie Taylor - "Love Hangover" - Diana Ross                                            |        |
| 1978 | "You Make Me Feel Like Dancing" (Leo Sayer e Vini Poncia)                                                                        | Leo Sayer                                    | - "Don't Leave Me This Way" - Thelma Houston - "Easy" - The Commodores - "Best of My Love (canção de The Emotions)" - The Emotions - "Brick House" - The Commodores                                          |        |
| 1979 | "Last Dance" (Paul Jabara) | Donna Summer                                 | - "Use Ta Be My Girl" - The O'Jays - "Fantasy" - Earth, Wind & Fire - "Boogie Oogie Oogie" - A Taste of Honey - "Dance, Dance, Dance (Yowsah, Yowsah, Yowsah)" - Chic                                        |        |
| 1980 | "After the Love Has Gone" (David Foster, Jay Graydon e Bill Champlin)                                                            | Earth, Wind & Fire                           | - "Reunited" - Peaches and Herb - "Ain't No Stoppin' Us Now" - McFadden & Whitehead - "Deja Vu" - Dionne Warwick - "We Are Family" - Sister Sledge                                                           |        |
| 1981 | "Never Knew Love Like This Before" (Reggie Lucas e James Mtume)                                                                  | Stephanie Mills                              | - "Upside Down" - Diana Ross - "Let's Get Serious" - Jermaine Jackson - "Shining Star" - The Manhattans - "Give Me the Night" - George Benson                                                                |        |
| 1982 | "Just the Two of Us" (Bill Withers, William Salter e Ralph McDonald)                                                             | Grover Washington, Jr. e Bill Withers        | - "Ai No Corrida" - Quincy Jones - "Lady (You Bring Me Up)" - The Commodores - "She's a Bad Mama Jama" - Carl Carlton - "When She Was My Girl" - The Four Tops                                               |        |
| 1983 | "Turn Your Love Around" (Jay Graydon, Steve Lukather e Bill Champlin)                                                            | George Benson                                | - "Sexual Healing" - Marvin Gaye - "Let It Whip" - Dazz Band - "That Girl" - Stevie Wonder - "Do I Do" - Stevie Wonder - "It's Gonna Take a Miracle" - Deniece Williams                                      |        |
| 1984 | "Billie Jean" Michael Jackson)                                                                                                   | Michael Jackson                              | - "Electric Avenue" - Eddy Grant - "Ain't Nobody" - Rufus e Chaka Khan - "PYT (Pretty Young Thing)" - Michael Jackson - "Wanna Be Startin' Somethin'" - Michael Jackson                                      |        |
| 1985 | "I Feel For You" (Prince) | Chaka Khan                                   | - "Dancing in the Streets" - Shalamar - "Yah Mo B There" - James Ingram e Michael McDonald - "Caribbean Queen" - Billy Ocean - "The Glamorous Life" - Sheila E.                                              |        |
| 1986 | "Freeway of Love" (Jeffrey Cohen e Narada Michael Walden)                                                                        | Aretha Franklin                              | - "Through the Fire" - Chaka Khan - "You Give Good Love" - Whitney Houston - "New Attitude" - Patti LaBelle - "Nightshift" - The Commodores                                                                  |        |
| 1987 | "Sweet Love" (Anita Baker, Louis A. Johnson e Gary Dias)                                                                         | Anita Baker                                  | - "Living in America" - James Brown - "What Have You Done For Me Lately" - Janet Jackson - "Give Me the Reason" - Luther Vandross - "Kiss" - Prince and the Revolution                                       |        |
| 1988 | "Lean on Me" (Bull Withers) | Club Nouveau                                 | - "Just to See Her" - Smokey Robinson - "U Got the Look" - Prince - "Casanova" - LeVert - "Skeletons" - Stevie Wonder                                                                                        |        |
| 1989 | "Giving You the Best That I Got" (Anita Baker, Randy Holland e Skip Scarborough)                                                 | Anita Baker                                  | - "Don't Be Cruel" - Bobby Brown - "I'll Always Love You" - Taylor Dayne - "Just Got Paid" - Johnny Kemp - "Any Love" - Luther Vandross                                                                      |        |
| 1990 | "If You Don't Know Me By Now" Kenny Gamble e Leon Huff)                                                                          | Simply Red                                   | - "When a Man Loves a Woman" - Percy Sledge - "Miss You Much" - Janet Jackson - "Every Little Step" - Bobby Brown - "Superwoman" - Karyn White                                                               |        |
| 1991 | "U Can't Touch This" (Stanley Burrell, Rick James e Alonzo Miller)                                                               | MC Hammer                                    | - "I'll Be Good to You" - Ray Charles e Chaka Khan - "Alright" - Janet Jackson - "My, My, My" - Johnny Gill - "Here and Now" - Luther Vandross                                                               |        |
| 1992 | "Power of Love/Love Power" (Marcus Miller, Luther Vandross e Teddy Vann)                                                         | Luther Vandross                              | - "I'll Take You There" - BeBe & CeCe Winans e Mavis Staples - "I Wanna Sex You Up" - Color Me Badd - "How Can I Ease the Pain" - Lisa Fischer - "Can You Stop the Rain" - Peabo Bryson                      |        |
| 1993 | "End of the Road" (Babyface, L.A. Reid e Daryl Simmons)                                                                          | Boyz II Men                                  | - "Ain't 2 Proud 2 Beg" - TLC - "I'll Be There" - Mariah Carey - "Jam" - Michael Jackson - "My Lovin' (You're Never Gonna Get It)" - En Vogue                                                                |        |
| 1994 | "That's the Way Love Goes" (Janet Jackson, Jimmy Jam e Terry Lewis)                                                              | Janet Jackson                                | - "Can We Talk" - Tevin Campbell - "Little Miracles (Happen Every Day)" - Luther Vandross - "Heaven Knows" - Luther Vandross - "Anniversary" - Tony! Toni! Toné!                                             |        |
| 1995 | "I'll Make Love to You" (Babyface)                                                                                               | Boyz II Men                                  | - "When Can I See You" - Babyface - "You Mean the World to Me" - Toni Braxton - "If That's Your Boyfriend (He Wasn't Last Night)" - Me'Shell Ndegéocello - "Body and Soul (canção)" - Anita Baker            |        |
| 1996 | "For Your Love" (Stevie Wonder)                                                                                                  | Stevie Wonder                                | - "Red Light Special" - TLC - "You Can't Run" - Vanessa Williams - "Brown Sugar" - D'Angelo - "Creep" - TLC                                                                                                  |        |
| 1997 | "Exhale (Shoop Shoop)" (Babyface)                                                                                                | Whitney Houston                              | - "Sittin' up in My Room" - Brandy - "You're Makin' Me High" - Toni Braxton - "Your Secret Love" - Luther Vandross - "You Put a Move on My Heart" - Tamia                                                    |        |
| 1998 | "I Believe I Can Fly" (R. Kelly)                                                                                                 | R. Kelly                                     | - "No Diggity" - Blackstreet, Dr. Dre e Queen Pen - "On and On" - Erykah Badu - "Stomp" - God's Property, Kirk Franklin e Salt - "Honey" - Mariah Carey                                                      |        |
| 1999 | "Doo Wop (That Thing)" (Lauryn Hill)                                                                                             | Lauryn Hill                                  | - "The Boy is Mine" - Brandy e Monica - "Lean On Me" - Kirk Franklin, Mary J. Blige, Bono e Crystal Lewis - "A Rose Is Still a Rose" - Aretha Franklin - "All My Life" - K-Ci & JoJo                         |        |
| 2000 | "No Scrubs" (Kandi Burruss, Kevin Briggs e Tameka Cottle)                                                                        | TLC                                          | - "All That I Can Say" - Mary J. Blige - "Bills, Bills, Bills" - Destiny's Child - "Heartbreak Hotel" - Whitney Houston, Faith Evans e Kelly Price - "It's Not Right but It's Okay" - Whitney Houston        | [ 4 ]  |
| 2001 | "Say My Name" (Rodney Jerkins, LaShawn Daniels, Fred Jerkins III e Destiny's Child)                                              | Destiny's Child                              | - "Bag Lady" - Erykah Badu - "He Wasn't Man Enough" - Toni Braxton - "Thong Song" - Sisqó - "Untitled (How Does It Feel)" - D'Angelo                                                                         | [ 5 ]  |
| 2002 | "Fallin'" (Alicia Keys) | Alicia Keys                                  | - "Didn't Cha Know?" - Erykah Badu - "Get Ur Freak On" - Missy Elliott - "Hit 'Em Up Style (Oops!)" - Blu Cantrell - "Love of My Life" - Brian McKnight - "Video" - India.Arie                               | [ 6 ]  |
| 2003 | "Love of My Life (An Ode to Hip-Hop)" (Erykah Badu, James Poyser, Raphael Saadiq, Lonnie Lynn e Robert Ozuna)                    | Erykah Badu e Common                         | - "Be Here" - Raphael Saadiq e D'Angelo - "Floetic" - Floetry - "Good Man" - India.Arie - "Take a Message" - Remy Shand                                                                                      | [ 7 ]  |
| 2004 | "Crazy in Love" (Beyoncé, Jay-Z e Rich Harrison)                                                                                 | Beyoncé e Jay-Z                              | - Comin' from Where I'm From" - Anthony Hamilton - "Dance with My Father" - Luther Vandross - "Danger" - Erykah Badu - "Rock wit U (Awww Baby)" - Ashanti                                                    | [ 8 ]  |
| 2005 | "You Don't Know My Name" (Alicia Keys, Harold Lilly e Kanye West)                                                                | Alicia Keys                                  | - "Burn" - Usher - "Call My Name" - Prince - "My Boo" - Usher e Alicia Keys - "Yeah!" - Usher, Lil Jon e Ludacris                                                                                            | [ 9 ]  |
| 2006 | "We Belong Together" (Jermaine Dupri, Johnta Austin, Manuel Seal, Jr. e Mariah Carey)                                            | Mariah Carey                                 | - "Cater 2 U" - Destiny's Child - "Free Yourself" - Fantasia - "Ordinary People" - John Legend - "Unbreakable" - Alicia Keys                                                                                 | [ 10 ] |
| 2007 | "Be Without You" (Bryan-Michael Cox, Jason Perry, Johnta Austin e Mary J. Blige)                                                 | Mary J. Blige                                | - "Black Sweat" - Prince - "Déjà Vu" - Beyoncé e Jay-Z - "Don't Forget About Us" - Mariah Carey - "I Am Not My Hair" - India.Arie                                                                            | [ 11 ] |
| 2008 | "No One" (Alicia Keys, Dirty Harry e Kerry Brothers)                                                                             | Alicia Keys                                  | - "Beautiful Flower" - India.Arie - "Hate That I Love You" - Rihanna e Ne-Yo - "Teachme" - Musiq Soulchild - "When I See U" - Fantasia                                                                       | [ 12 ] |
| 2009 | "Miss Independent" (Mikkel Eriksen, Tor Hermansen e Ne-Yo)                                                                       | Ne-Yo                                        | - "Bust Your Windows" - Jazmine Sullivan - "Customer" - Raheem DeVaughn - "Heaven Sent" - Keyshia Cole - "Spotlight" - Jennifer Hudson                                                                       | [ 13 ] |
| 2010 | "Single Ladies (Put a Ring on It)" (Thaddis Harrell, Beyoncé, Terius Nash e Christopher Stewart)                                 | Beyoncé                                      | - "Blame It" - Jamie Foxx e T-Pain - "Lions, Tigers and Bears" - Jazmine Sullivan - "Pretty Wings" - Maxwell - "Under" - Pleasure P                                                                          | [ 14 ] |
| 2011 | "Shine" (John Legend) | John Legend e The Roots                      | - "Bittersweet" - Fantasia - "Finding My Way Back" - Jaheim - "Second Chance" - El DeBarge - "Why Would You Stay" - Kem                                                                                      | [ 15 ] |
| 2012 | "Fool for You" (Cee Lo Green, Melanie Fiona e Jack Splash)                                                                       | Cee Lo Green e Melanie Fiona                 | - "Far Away" - Marsha Ambrosius - "Not My Daddy" - Kelly Price e Stockley - "Pieces of Me" - Ledisi - "You Are" - Charlie Wilson                                                                             | [ 16 ] |
| 2013 | "Adorn" (Miguel Pimentel) | Miguel                                       | - "Beautiful Surprise" - Tamia - "Heart Attack" - Trey Songz - "Pray for Me" - Anthony Hamilton - "Refill" - Elle Varner                                                                                     | [ 16 ] |
| 2014 | "Pusher Love Girl" James Fauntleroy, Jerome Harmon, Timothy Mosley e Justin Timberlake)                                          | Justin Timberlake                            | - "Best of Me" - Anthony Hamilton - "Love and War" - Tamar Braxton - "Only One" - PJ Morton e Stevie Wonder - "Without Me" - Fantasia, Kelly Rowland e Missy Elliott                                         | [ 17 ] |
| 2015 | "Drunk in Love" (Shawn Carter, Rasool Diaz, Noel Fisher, Jerome Harmon, Beyoncé, Timothy Mosley, Andre Eric Protor e Brian Soto) | Beyoncé e Jay-Z                              | - "Good Kisser" - Usher - "New Flame" - Chris Brown, Usher e Rick Ross - "Options (Wolfjames Version)" - Luke James e Rick Ross - "The Worst" - Jhené Aiko                                                   | [ 18 ] |
| 2016 | "Really Love" (D'Angelo, Gina Figueroa e Kendra Foster)                                                                          | D'Angelo & The Vanguard                      | - "Coffee" - Miguel - "Earned It" - The Weeknd - "Let It Burn" - Jazmine Sullivan - "Shame" - Tyrese | [ 19 ] |
| 2017 | "Lake by the Ocean" (Hod David e Musze)                                                                                          | Maxwell                                      | - "Come and See Me" - PartyNextDoor e Drake - "Exchange" - Bryson Tiller - "Kiss It Better" - Rihanna - "Luv" - Tory Lanez                                                                                   | [ 20 ] |
| 2018 | "That's What I Like" (Christopher Brody Brown, James Fauntleroy, Philip Lawrence, Bruno Mars, The Stereotypes)                   | Bruno Mars                                   | - "First Began" - PJ Morton - "Location" - Khalid - "Redbone" - Childish Gambino - "Supermodel" - SZA |        |
| 2019 | "Boo'd Up" (Larrance Dopson, Joelle James, Ella Mai e Dijon McFarlane)                                                           | Ella Mai                                     | - "Come Through and Chill" - Miguel, J. Cole e Salaam Remi - "Feels Like Summer" - Childish Gambino - "Focus" - H.E.R. - "Long as I Live" - Toni Braxton                                                     |        |
| 2020 | "Say So" (PJ Morton) | PJ Morton e JoJo                             | - "Could've Been" - H.E.R. e Bryson Tiller - "Look at Me Now" - Emily King - "No Guidance" - Chris Brown e Drake - "Roll Some Mo" - Lucky Daye                                                               |        |
| 2021 | "Better Than I Imagined" (Robert Glasper, Meshell Ndegeocello e Gabriella Wilson)                                                | Robert Glasper, H.E.R. e Meshell Ndegeocello | - "Black Parade" - Beyoncé - "Collide" - Tiana Major9 e EarthGang - "Do It" - Chloe x Halle - "Slow Down" - Skip Marley e H.E.R.                                                                             |        |
| 2022 | "Leave the Door Open" (Brandon Anderson, Brody Brown, D'Mile e Peter Hernandez)                                                  | Silk Sonic                                   | - "Damage" - H.E.R. - "Good Days" - SZA - "Heartbreak Anniversary" - GIVĒON - "Pick Up Your Feelings" - Jazmine Sullivan                                                                                     |        |
| 2023 | "Cuff It" (Beyoncé, Denisia Andrews, Terius Nash, Nile Rodgers e Raphael Saadiq)                                                 | Beyoncé                                      | - "Good Morning Gorgeous" - Mary J. Blige - "Hrs and Hrs" - Muni Long - "Hurt Me So Good" - Jazmine Sullivan - "Please Don't Walk Away" - PJ Morton                                                          | [ 21 ] |
| 2024 | "Snooze" (Kenny B. Edmonds, Blair Ferguson, The Rascals, Solána Rowe e Leon Thomas III)                                          | SZA                                          | - "Angel" - Halle Bailey - "Back to Love" - Robert Glasper, Sir e Alex Isley - "ICU" - Coco Jones - "On My Mama" - Victoria Monét                                                                            | [ 22 ] |

## Recordes da categoria
Maior número de vitórias
| # | Artista       | Total de vitórias |
| - | ------------- | ----------------- |
| 1 | Beyoncé       | 4 vitórias        |
| 2 | Stevie Wonder | 3 vitórias        |
| 2 | Alicia Keys   | 3 vitórias        |
| 2 | Babyface      | 3 vitórias        |
| 2 | Bill Withers  | 3 vitórias        |
| 3 | Johnta Austin | 2 vitórias        |
| 3 | Anita Baker   | 2 vitórias        |
| 3 | Jay Graydon   | 2 vitórias        |
| 3 | Jay-Z         | 2 vitórias        |

Maior número de indicações
| # | Artista         | Total de indicações |
| - | --------------- | ------------------- |
| 1 | Babyface        | 14 indicações       |
| 2 | Stevie Wonder   | 8 indicações        |
| 3 | Beyoncé         | 7 indicações        |
| 3 | Leon Huff       | 7 indicações        |
| 3 | Luther Vandross | 7 indicações        |
| 4 | Rodney Jerkins  | 6 indicações        |
| 4 | L.A. Reid       | 6 indicações        |
| 5 | Alicia Keys     | 5 indicações        |
| 5 | Prince          | 5 indicações        |
| 5 | Daryl Simmons   | 5 indicações        |
| 5 | Richard Finch   | 5 indicações        |
| 5 | Erykah Badu     | 5 indicações        |